# Високе (сільське поселення присілок Високе)
Високе (рос. Высокое) — присілок в Куйбишевському районі Калузької області Російської Федерації.
Населення становить 107 осіб. Входить до складу муніципального утворення Присілок Високе.

## Історія
Від 2004 року входить до складу муніципального утворення Присілок Високе.

## Населення
| 2002 | 2010 |
| ---- | ---- |
| 184  | ↘107 |